# Hr.Ms. Piet Hein (1896)
Hr.Ms. Piet Hein was een Nederlands pantserschip van de Evertsenklasse, gebouwd door de Nederlandsche Stoomboot Maatschappij in Rotterdam. 

## Specificaties
De bewapening van het schip bestond uit drie (een dubbele en een enkele) 210 mm kanonnen, twee enkele 150 mm kanonnen, zes enkele 75 mm kanonnen en drie 450 mm torpedobuizen. Het pantser langs de zij van de romp was 150 mm dik en het pantser rond de geschuttorens 240 mm dik. Het schip was 86,2 meter lang, 14,33 meter breed en had een diepgang van 5,23 meter. De waterverplaatsing bedroeg 3463 ton. De motoren van het schip leverden 4700 pk waarmee een snelheid van 16 knopen gehaald kon worden. Het schip werd bemand door 263 man.

## Diensthistorie
Aan het einde van de negentiende eeuw pleitte Marine-expert, schout-bij-nacht en chef van de Marinestaf Gerhardus Kruys voor een eskader van artillerieschepen om de verdediging van Nederlands-Indië te versterken. De aanbevelingen werden door de regering overgenomen, wat leidde tot de bouw van de Evertsenklasse. Uiteindelijk was de Piet Hein het enige schip van de klasse dat naar Indië werd gezonden.
Het schip werd op 16 augustus 1894 te water gelaten op de werf van de Nederlandsche Stoomboot Maatschappij te Rotterdam. Op 3 januari 1896 werd de Piet Hein in dienst genomen.
11 mei 1896 werd een samenscholingsverbod afgekondigd tijdens de havenstaking in Rotterdam. Twee dagen daarna op 13 mei stoomde Hr. Ms. Kortenaer de Maas op. Het schip werd later door haar zusterschepen Piet Hein en Hr. Ms. Evertsen en de politieschoener Argus afgelost. Tijdens de staking werden 300 grenadiers ingezet om het Rotterdamse politiekorps te versterken. De staking werd op 21 mei dat jaar beëindigd.
In 1900 werd het schip samen met Hr. Ms. Holland en Hr. Ms. Koningin Wilhelmina der Nederlanden naar Shanghai gestuurd om Europese burgers en Nederlandse belangen te beschermen in verband met de Bokseropstand.  De Piet Hein kwam op 28 juli aan in Shanghai en keerde in februari 1901 terug in Soerabaja.
De Piet Hein was ook deel van een door de geschiedenis vergeten scheepsramp. Het pantserschip Hr.Ms. PIET HEIN kwam op 3 mijl ten noorden van het vuurschip HAAKS tijdens de nacht van 13 juni op 14 juni 1906 in aanvaring met het Belgische stoomschip MEUSE met stukgoed geladen voor Hamburg. De MEUSE, ingelopen ter hoogte van de brug, zonk drie minuten na de aanvaring. De commandant van de PIET HEIN nam terstond maatregelen tot redding der equipage. Zes man werden gered, waaronder de kapitein, die later stierf. Er zijn, inclusief de kapitein, elf man omgekomen. De Piet Hein kwam zonder bijzondere averij uit de aanvaring.
De Piet Hein werd in 1914 uit dienst genomen.